# Lullubis

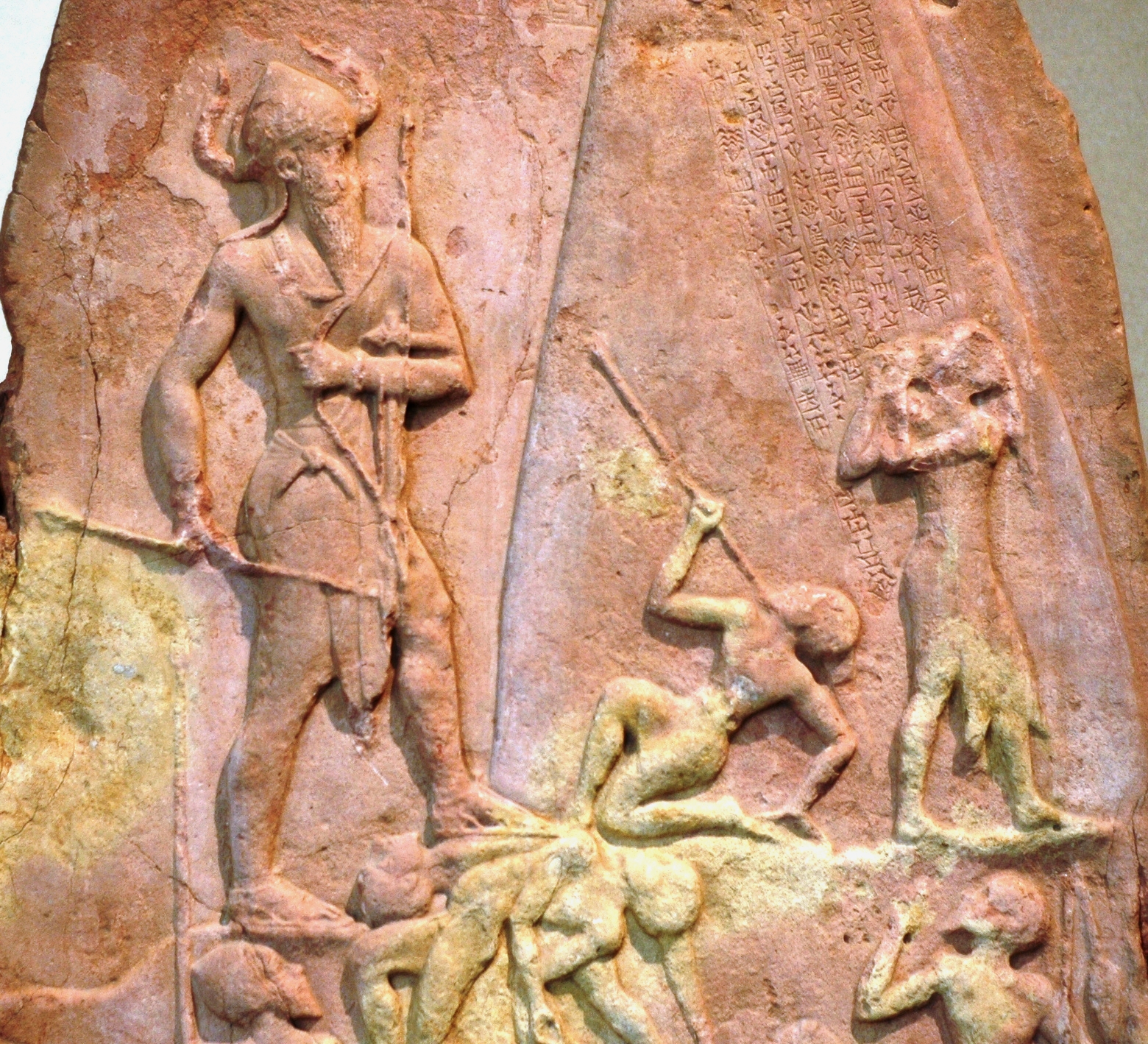
Stèle de Naram-Sim, musée du Louvre

Les Lullubis étaient une tribu de nomades qui étaient établis au IIIe et au IIe millénaire av. J.-C. dans les montagnes du nord-ouest de l’Iran, au sud du Kurdistan. Son existence est principalement connue par des inscriptions, textes, ou reliefs mésopotamiens mentionnant leur voisinage ou des combats opposant assyriens ou babyloniens aux Lullubis comme la stèle de Naram-Sin d'Akkad. 
Les Lullubis ont réalisé les reliefs rupestres de Sar-e pol-e Zahab, près de la ville de Qasr-e Chirin, dans la province de Kermanshah. La ville de Luluban, mentionnée par des textes akkadiens de Gasur, est tenue pour être la capitale des Lullubis. Sa localisation présumée est proche de Alabjah, au sud-ouest du lac Zeribor. 

## Sources
- (en) Ran Zadok, « Lulubi », dans Encyclopædia Iranica (lire en ligne)
- Louis Vanden Berghe, Reliefs rupestres de l’Iran ancien, Musées royaux d’Art et d’Histoire, Bruxelles, 1984, 208pp.
- (de) Horst Klengel, Lullubum: Ein Beitrag zur Geschichte der altvorderasiatischen Gebirgsvölker, in: Mitteilungen des Instituts für Orientforschung 11, 1965, ISSN 0020-2304, pp. 349–371.